# Partido Maipú
Maipú ist ein Partido im Norden der Provinz Buenos Aires in Argentinien. Laut einer Schätzung von 2019 hat der Partido 10.372 Einwohner auf 2.640 km². Der Verwaltungssitz ist die Stadt Maipú.

## Orte
Maipú ist in 3 Ortschaften und Städte, sogenannte Localidades, unterteilt.
- Maipú
- Las Armas
- Santo Domingo